# 園山光
園山光（日语：園山 ひかり，11月17日—），日本女性配音員。出身於北海道。swallow（Pony Canyon旗下聲優事務所）準所屬。身高160cm。O型血。

## 人物簡介
P's Voice Artist School第2期生。2018年4月起現在是swallow（Pony Canyon旗下聲優事務所）所屬。同年5月以遊戲《消滅都市2》出道。
聲優出道前當過皮套演員。
興趣：攝影、寫小說。特長：動作、烹飪。喜歡的食物：咖哩加饢餅、水果。

## 演出作品

### 電視動畫
2018年
- 卡利古拉 -Caligula-（女學生B）
- 少女☆歌劇 Revue Starlight（學生）
- 那時的她。（日语：その時、カノジョは。）（由香子）

2019年
- BanG Dream！（LIVE客）
- 臨死!! 江古田（日语：臨死!!江古田ちゃん）（監察人U）
- 消滅都市（[6]）
- Z/X Code reunion（秋保雫）

### OVA
2018年
- 奧特怪獸擬人化計劃[7]

### 遊戲
2018年
- 消滅都市2（[8]）

2019年
- 再見吧武器（[9]）
- RELEASE THE SPYCE secret fragrance（念珠[10]）
- Z/X Code OverBoost（莉露菲[11]）

### 旁白
- 「&」合作PV[1]

### 主持
- 三森鈴子7thSG發售紀念活動「Jingle Child Mov.7」[1]
- ！vol.4[1]
- 日本影像軟體協會「百花繚亂上映會」[1]

### 舞台
- （2019年）[12]
- ～篇～（2019年）[13]
- ～篇～（2019年）[14]

### 朗讀劇
- WIP版『朗讀 原爆詩集』（2019年）[15]

## 音樂作品

### 角色歌曲
| 發行日期 | 標題               | 名義                                       | 曲名                                          | 商業搭配                             |
| 2018年   | 2018年             | 2018年                                     | 2018年                                        | 2018年                               |
| -------- | ------------------ | ------------------------------------------ | --------------------------------------------- | ------------------------------------ |
| 8月17日  | 不完整筆記         | SPR5                                       | 「」 「！」 「魔法」                          | 遊戲《消滅都市2》相關歌曲            |
| 2019年   |                    |                                            |                                               |                                      |
| 1月9日   | Supreme Revolution | SPR5                                       | 「！！」 「」 「White Xmas」 「幾千星輝夜空」 | 遊戲《消滅都市2》相關歌曲            |
| 1月9日   | Supreme Revolution | （岩井映美里）、（大西亞玖璃）、（園山光） | 「世界」                                      | 遊戲《消滅都市2》相關歌曲            |
| 1月9日   | Supreme Revolution | （園山光）                                 | 「Welcome Wonder Land」                       | 遊戲《消滅都市2》相關歌曲            |
| 4月24日  | With Your Breath   | SPR5                                       | 「With Your Breath」                          | 電視動畫《消滅都市》片尾主題曲       |
| 4月24日  | With Your Breath   | SPR5                                       | 「夢向側」                                    | 遊戲《AFTERLOST - 消滅都市》相關歌曲 |

## 腳註

## 外部連結
- swallow（Pony Canyon旗下聲優事務所）公開簡歷 （页面存档备份，存于） （日語）
- 園山光的X（前Twitter） （日語）